# Vilniaus viešasis transportas
Die UAB Vilniaus viešasis transportas (VVT) ist ein Verkehrsunternehmen in der litauischen Hauptstadt Vilnius. Sie betreibt den öffentlichen Personennahverkehr (Bus und Oberleitungsbus) der Stadt. Das Unternehmen entstand aus den Gesellschaften (UAB Vilniaus autobusai und UAB Vilniaus troleibusai), die früher den ÖPNV der Stadt betrieben. Vilniaus viešasis transportas wurde am 4. November 2011 gegründet.
Die Routen und die Fahrpläne werden von der SĮ Susisiekimo paslaugos zur Verfügung gestellt, die zusätzlich noch die Fahrscheinkontrollen durchführt. Die Tarife werden ebenfalls durch diese bestimmt.
Von 2009 bis 2012 verschuldete man 16,25 Mio. Euro an das litauische Finanzamt Valstybinė mokesčių inspekcija. 2014 verkaufte man die Fahrkarten im Wert von 61,34 Mio. Euro (2013: 58,13 Mio. Euro). Bis 2019 plant man die staatlichen Schulden zu bezahlen.
2014 beförderte man 208,818 Mio. Passagiere. Das Unternehmen betreibt 307 Busse  (im Durchschnitt 13,9 Jahre alt) und 188 Obusse (21,6 Jahre) täglich, die an Werktagen im Durchschnitt 498.000 Passagiere befördern. Der erste Bus fährt ab 4.39 Uhr Morgen und der letzte um 23.56 Uhr an Werktagen. Der erste Obus fährt ab 4.40 und der letzte kehrt um 00.15 Uhr zurück.
Der Sitz des Unternehmens befindet sich im Stadtteil Viršuliškės.

## Mitarbeiter
2014 durchschnittliche Anzahl der Mitarbeiter war 2178.  Personalstruktur und die Durchschnittszahl:
- 828 Busfahrer
- 467 O-Bus-Fahrer
- 627 Arbeiter bei der Reparatur, Hilfspersonal und Service
- 256 Mitarbeiter in der Verwaltung (Manager, Abteilungsleiter, Verkehrsplaner, Disponenten, Techniker, Ingenieure, Einkäufer, Lieferanten, Lagerhalter, Buchhalter, Ticket Kassierer, Informatiker, Gesundheits- und Sicherheitsfachkräfte, Fachkräfte des Gesundheitswesens und andere)

## Bus

### Geschichte
Am 18. November 1941 wurde der Busverkehr in Vilnius eingerichtet. Der Fuhrpark bestand anfänglich aus 17 alten deutschen und sowjetischen Armeebussen, darunter Busse von den Herstellern Opel, Mercedes-Benz, Büssing, Saurer, Magirus-Deutz und ZIL. Am 13. März 1946 wurde die erste Linie eröffnet: Žvėrynas – Bahnhof Vilnius. Kurze Zeit später wurden zwei weitere städtische Linien eingeführt. Das erste Busdepot befand sich im Stadtteil Šeškinė. 1948 wurde das Depot nach Naujamiestis verlegt. Zu der Zeit gab es bereits zehn Linien, sechs Stadtbuslinien und vier Regionallinien, die die Vororte von Vilnius bedienten. Die Gesamtlänge der Linien betrug 290 Kilometer.
1950 hatte man eine Flotte bestehend aus 77 Bussen: 54 GAZ-03-30 und 23 ZIS-154. 28 Busse waren in der Stadt eingesetzt worden, die restlichen fuhren auf den Fernverkehrslinien. Damals zählte man 18 Millionen Fahrgäste pro Jahr.
Der Busbahnhof, der für den Fernverkehr gedacht war, wurde 1953 in der Nähe vom Tor der Morgenröte errichtet. Nach nur einem Jahr wurde dieser um einige 100 Meter auf die Liepkalnio gatvė verlegt. Seit 1958 befindet sich der Busbahnhof in der Nähe des Bahnhofs Vilnius.
1959 wurde das Unternehmen in Vilniaus autobusų parkas umbenannt. Da das Unternehmen 1960 bereits 335 Busse besaß, musste man einen größeren Standort für die Unterbringung der Fahrzeuge finden. 1964 wurde der Bau eines neuen Depots abgeschlossen. Das neu errichtete Depot liegt auf einem 6,7 Hektar großen Grundstück im Stadtteil Žirmūnai. Die Busflotte wird noch heute dort untergebracht.
Mit dem Kauf von Ikarus-556-Bussen im Jahr 1970 zählte das Unternehmen insgesamt 572 Busse. Davon bedienten 210 Busse 33 Stadtlinien, die restlichen fand man auf den Fernverkehrslinien. Pro Jahr wurden 100 Millionen Fahrgäste transportiert. Das Unternehmen beschäftigte 2200 Mitarbeiter.
1974 wurde der Busbahnhof in Vilnius vollständig errichtet. Pro Tag benutzten 20.000 Passagiere den Busbahnhof.

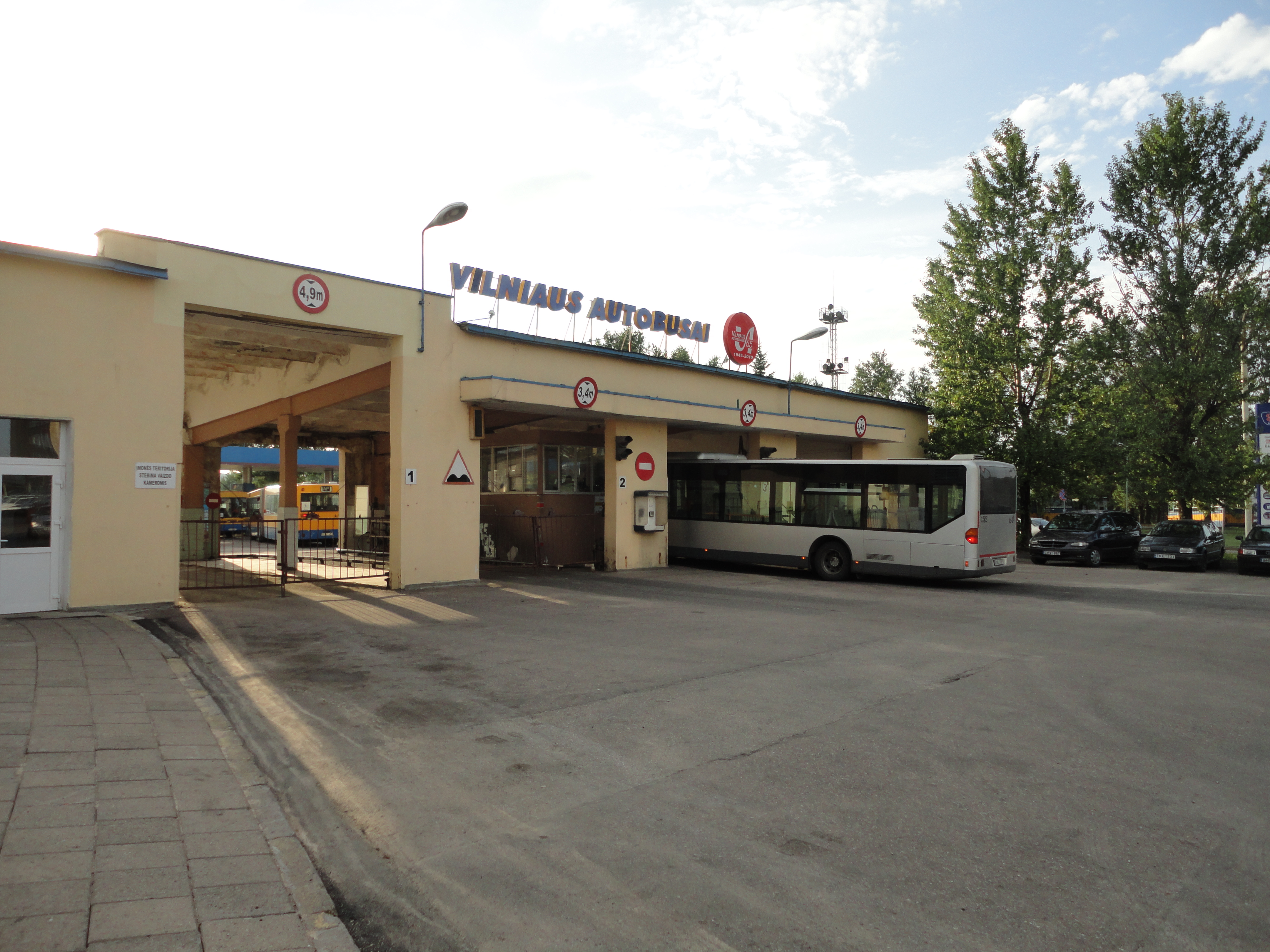
Das Busdepot, welches noch mit dem Schriftzug von Vilniaus autobusai beschmückt ist.

1975 zählte man 636 Busse, davon wurden 260 auf den Stadtlinien eingesetzt. Mehr als die Hälfte der Busse stammten vom ungarischen Bushersteller Ikarus. Vilniaus autobusų parkas beschäftigte in dieser Zeit 2600 Mitarbeiter, mehr als die Hälfte davon waren Busfahrer. Da es wieder einen Platzmangel wegen der großen Busflotte gab, erweiterte man 1989 das Busdepot auf ganze 16 Hektar. 141 Millionen Fahrgäste zählte man pro Jahr, davon fuhren 121 Millionen auf den Stadtlinien. Nach der Unabhängigkeit Litauens knüpfte die Stadtverwaltung von Vilnius gute Beziehungen mit Städten in Deutschland und Norwegen. Diese boten nun zu vergünstigten Preisen ihre ausgemusterten Fahrzeuge an. Man schenkte teilweise sogar Busse: So überreichte die Stadt Duisburg einen Mercedes-Benz O 305 und Oslo gar vier MAN SL 200.
1995 wurde das Unternehmen in eine private Gesellschaft umgewandelt, deren alleiniger Aktionär die Stadtverwaltung von Vilnius war. Das Unternehmen hieß ab Sofort SP UAB Vilniaus autobusų parkas. Der Fuhrpark zählte nur noch 478 Busse, davon waren zwei Drittel abgenutzt. Deshalb beschloss man, den Gelenkbus Karosa B 741 für Tests in Vilnius einzusetzen. Der Bus gefiel den Fahrgästen und der Stadtverwaltung, sodass man ein Dutzend von ihm kaufte.
Am 30. Oktober 1996 beschloss die Stadtverwaltung die Gesellschaft in zwei unabhängige Unternehmen zu teilen: SP UAB Vilniaus autobusų parkas (VAP) und UAB Tolimojo keleivinio transporto kompaniją (TOKS). Von den 1843 Mitarbeitern blieben noch 1334 bei Vilniaus autobusų parkas. Von den verbleibenden 478 Bussen, zählte man noch 350 Busse, die meisten von ihnen von den Herstellern Karosa, Ikarus, Mercedes-Benz, MAN und Volvo Busse. Das Kerngeschäft von Vilniaus autobusų parkas ist seitdem her den ÖPNV der Stadt zu bedienen. Bei TOKS ist es das Gegenteil, nämlich der Fernverkehr. Der Busbahnhof wurde dementsprechend TOKS überreicht.
Zwei Jahre später kam es immer wieder zu regelmäßigen Streiks, da die Löhne gekürzt und einige Linien gestrichen wurden. Der Streik brachte nichts und die Löhne wurden teilweise 1 bis 2 Monate zu spät ausbezahlt. So gab es am 18. Mai 2000 einen Streik von Busfahrern, die höhere Löhne forderten. An diesem Tag fuhren wegen des Streiks statt der regulären 220 Busse nur 10. Die Situation verbesserte sich kaum, sodass das Unternehmen 2002 nur 947 Mitarbeiter zählte. Die Busflotte bestand aus 275 Bussen.
Im Frühjahr 2003 erfolgte die Umbenennung zu Vilniaus autobusai.

### Fuhrpark

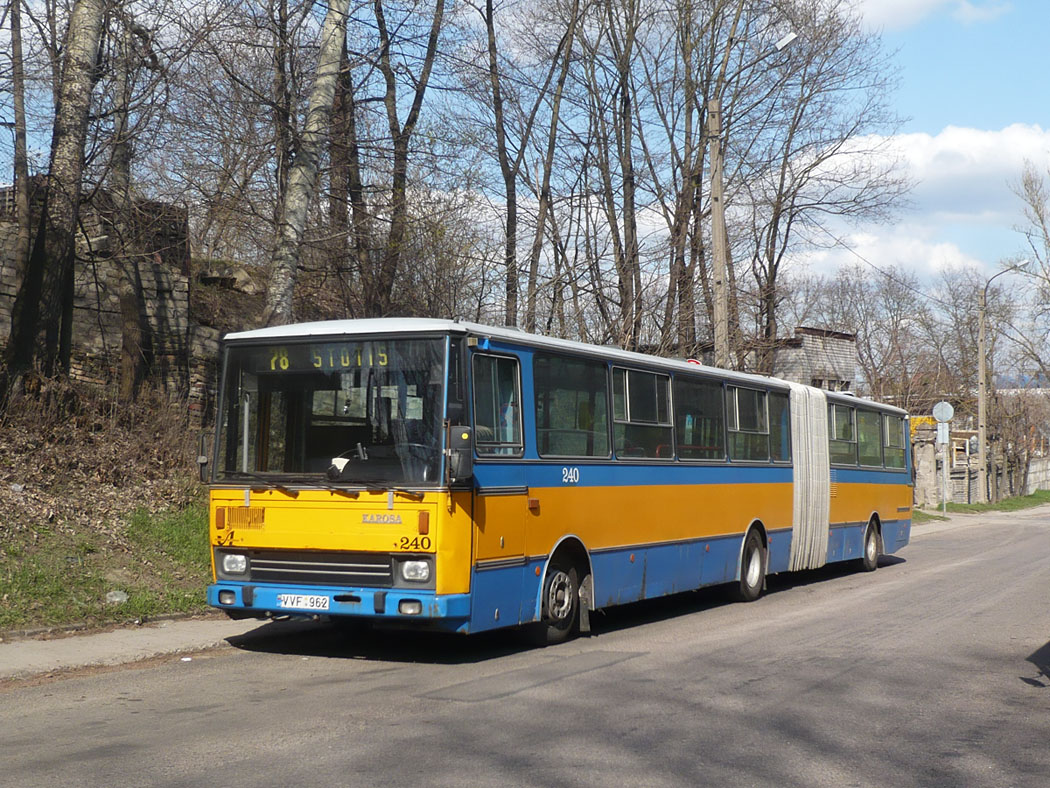
Karosa B 841

Einen Teil der Flotte machen Karosa-Busse aus. Derzeit sind 59 Busse (1 davon in einer Solobusvariante, die restlichen als Gelenkbusse) noch auf den Linien zu finden. Seit einiger Zeit werden die Busse ausgemustert anstatt sie zu renovieren, so wie man es von den Oberleitungsbussen Škoda 14Tr kennt, die zum Teil älter als die Karosa-Busse sind. Die Karosa-Busse sind in Vilnius in zwei Varianten zu finden: In einer Solobus- (Karosa B 732 und B 832) und einer Gelenkbusvariante (Karosa B 741, B 841 und B 941). Die letzte Auslieferung eines Karosa-Busses in Vilnius erfolgte 1999.
2003 kaufte Vilniaus autobusai, nach der Umbenennung, 10 fabrikneue Mercedes-Benz Citaro-Busse. Dazwischen gab es noch Käufe von vier Mercedes-Benz Cito.
Damit man sämtliche Ikarus-Busse ausmustern konnte, benötigte man neue Busse um dem Fahrzeugmangel zu entgehen. So beschloss die Stadtverwaltung von Vilnius insgesamt 90 neue Volvo 7700 zu kaufen. Die Auslieferung fand von 2004 bis 2006 statt. So kaufte man 60 Solobusse und 30 in der Gelenkbusvariante (Volvo 7700 A). Zählt man die Solobus- und die Gelenkbusvariante zusammen, so macht das etwa einen Fünftel der ganzen Flotte aus, die heute im Betrieb ist.
Den größten Teil der Flotte machen Gebrauchtbusse aus. Meistens sind es Mercedes-Benz-Busse des Typs O 405, welche in den Varianten Solobus, Niederflurbus und Gelenkbus vorhanden sind. Nebst diesen findet man auch noch MAN-Busse, die meist aus deutschen Verkehrsbetrieben stammen. 2004 erhielt Vilniaus autobusai von den Erfurter Verkehrsbetrieben drei Stück des Neoplan N 4021.
Einen großen Kauf von 69 Gebrauchtbussen führte Vilniaus autobusai von 2008 bis 2010 durch. Es wurden Erdgasbusse des schwedischen Herstellers Säffle besorgt, das auf das Fahrgestell von Volvo basierte. Diese Busse waren vor dem Kauf in Schweden im Einsatz. Im März 2009 beschaffte sich Vilniaus autobusai von den Verkehrsbetrieben in Nancy vier Heuliez GX 417 CNG. Ein weiterer kam im September 2010 hinzu. Drei Monate zuvor, im Juni, erhielt das Unternehmen zwei Heuliez GX 217 CNG aus Nizza.
2011 beschaffte sich das Unternehmen fünf Kleinbusse des Typs Fiat Ducato. Diese werden meist auf den durch die Altstadt von Vilnius führenden Linien eingesetzt. Daneben beschaffte man sich noch fünf Neoplan N 4407 Centroliner der Rheinbahn AG.
Im April 2013 erhielt Vilniaus viešasis transportas 18 neue MAN Lion’s City mit Erdgasantrieb. Die Finanzierung fand durch die EU-Fonds statt, wobei die Gemeinde 15 % des Gesamtpreises selbst bezahlen muss. Man schätzt, dass die Lebensdauer der Busse etwa 15 Jahre betragen wird.
Ende 2013 werden 19 neue erdgasbetriebene Solaris Urbino 12 der Vilniaus viešasis transportas gehören. Vilniaus viešasis transportas bestätigte jedoch, dass man sich auch wieder Gebrauchtbusse beschaffen wird.

#### Ehemalige Fahrzeuge
In den frühen 1990er Jahren erhielt Vilniaus autobusų parkas von der EVAG einige Gelenkbusse des Typs Mercedes-Benz O 305 G. Diese wurden 2006 bis 2008 komplett ausgemustert. Sie waren somit teilweise bis zu 30 Jahre in Betrieb, die Zeit in der sie bei der EVAG waren, eingerechnet. Man hatte aber auch die Solobusvariante des O 305 erworben. Diese stammen aus verschiedenen Verkehrsbetrieben in Deutschland (meist aus München oder Duisburg).
Recht weit verbreitet waren damals Ikarus-Busse. Man besaß viele Fahrzeuge der Typen 250, 260 und 280. Teilweise wurden kaputte Busse vom Typ 280 in Eigenregie zu 260er-Modellen umgebaut. Der letzte verbleibende Ikarus, ein 280er, fuhr zum letzten Mal im Januar 2009.
Vier MAN NL 202 erhielt Vilniaus autobusų parkas 2002 von den Erfurter Verkehrsbetrieben. Im März 2010 wurden sie schlussendlich aus dem Betrieb genommen.

## Oberleitungsbus
Der Oberleitungsbus Vilnius ist einer von zwei Obus-Betrieben in Litauen. 22 Linien werden in Vilnius geführt mit 309 Fahrzeugen.